# Hexoplon calligrammum
Hexoplon calligrammum är en skalbaggsart som beskrevs av Bates 1885. Hexoplon calligrammum ingår i släktet Hexoplon och familjen långhorningar.
Artens utbredningsområde är:
- Guatemala.
- Honduras.

Inga underarter finns listade i Catalogue of Life.